# Sévigny
Sévigny är en kommun i departementet Orne i regionen Normandie i nordvästra Frankrike. Kommunen ligger i kantonen Argentan-Est som tillhör arrondissementet Argentan. År 2022 hade Sévigny 309 invånare.

## Befolkningsutveckling
Antalet invånare i kommunen Sévigny
| Referens: INSEE |